# Bourkika
Bourkika, anciennement Isserville pendant la période française, est une commune de la wilaya de Tipaza en Algérie.

## Géographie

### Situation
Bourkika est à l'intersection de quatre wilayas : Tipaza, Blida, Médéa et Aïn Defla. Elle est située à 100 km à l'ouest d'Alger, à 65 km au nord-est d'Aïn Defla, à 45 km au nord-ouest de Médéa, à 35 km à l'ouest de Blida et à 20 km au sud de Tipaza.
| Hadjout | Sidi Rached               | Ahmar El Aïn                |
| Merad   | Bourkika                  | Ahmar El Aïn                |
| Merad   | Ouamri (Wilaya de Médéa ) | Oued Djer (Wilaya de Blida) |

### Localités de la commune
En 1984, la commune de Bourkika est constituée des localités et domaines suivants :
- Bouhamou
- Bourkika
- Domaines autogérés 1 à 15.
- Sahel